# Sherwood Range
Die Sherwood Range ist ein Gebirgszug in der Region Canterbury auf der Südinsel von Neuseeland.

## Geographie
Die Sherwood Range befindet sich östlich des Lake Tekapo und der Two Thumb Range, grenzt im Nordwesten an die Sinclair Range, im Nordosten an die Ben McLeod Range, im Südosten an die Ebene zum Lake Opuha und im Süden an die Albury Range. 13 Gipfel des Gebirgszugs, der sich über eine Länge von 26 km in Südsüdwest-Nordnordost-Richtung ausdehnt, weisen eine Höhe von über 2000 m auf, von denen der höchste Gipfel, der Fox Peak, eine Höhe von 2330 m besitzt.
An der Südwestflanke des Gebirges fließt der South Opuha River vorbei und westliche des Butler Saddle entspringt an der Ostseite des Gebirges der North Opuha River. Der Forest Creek begleitet hin gegen den Gebirgszug in der nördlichen Hälfte an seiner Nordwestseite.
Administrativ zählt die Sherwood Range zum Mackenzie District.

## Conservation Park
Im mittleren Bereich der Sherwood Range gehört ein kleiner westlicher Teil zum Te Kahui Kaupeka Conservation Park und wird vom Department of Conservation verwaltet.